# Peter I. (Oldenburg)

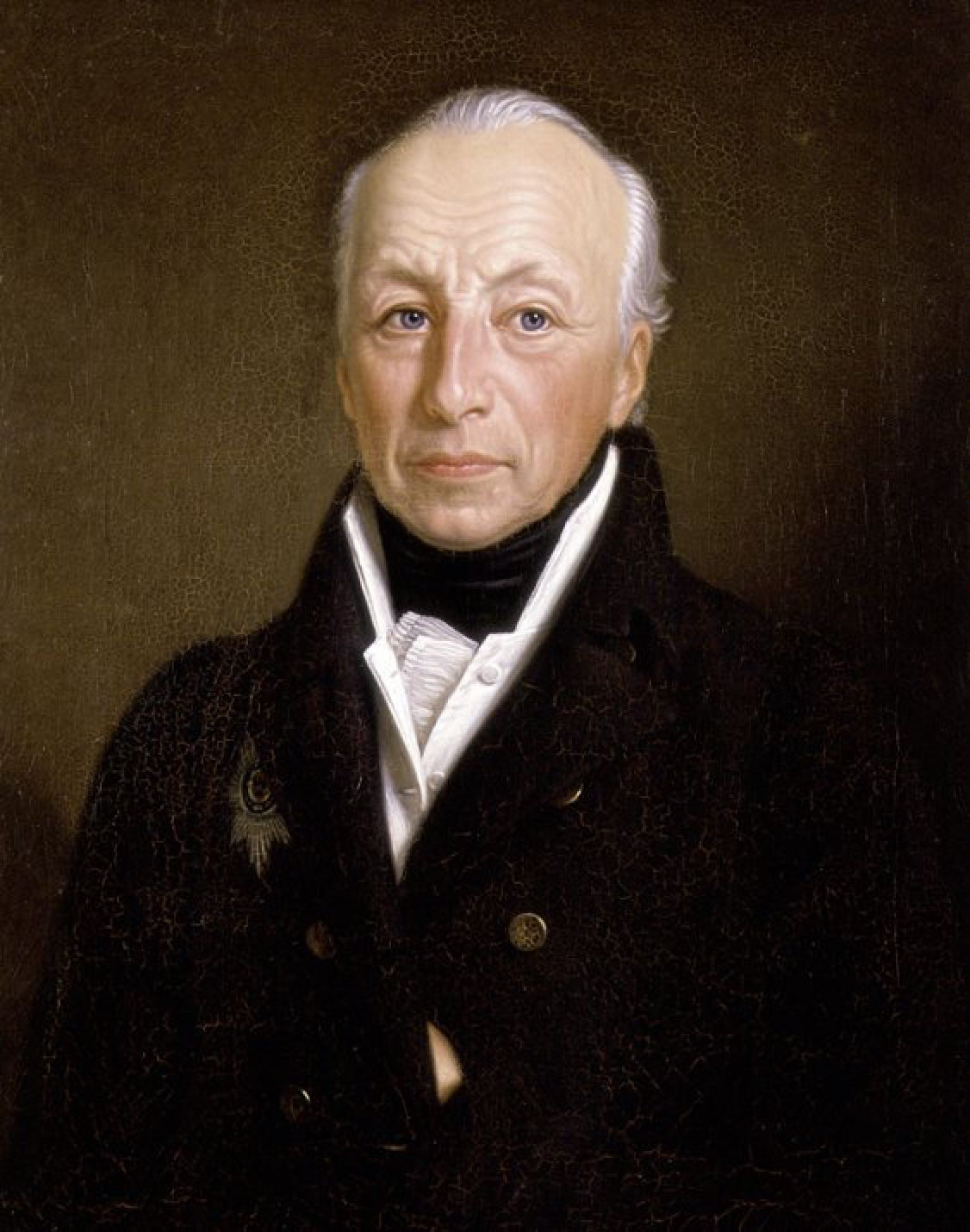
Georg Friedrich Adolph Schöner, Bildnis Peter (I.) von Oldenburg (1819).

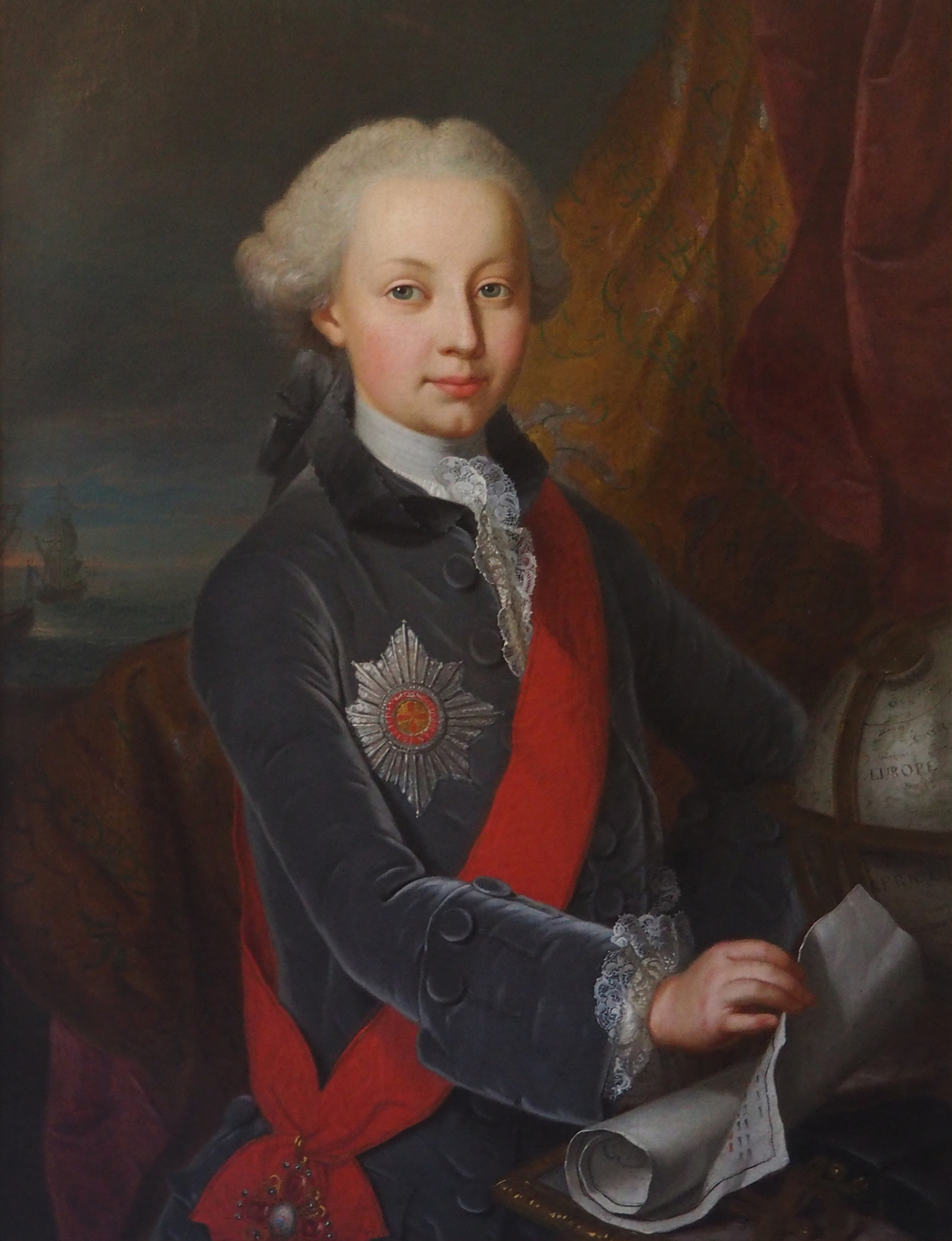
Jakob Emanuel Handmann, Bildnis Peter (I.) von Oldenburg (1766).

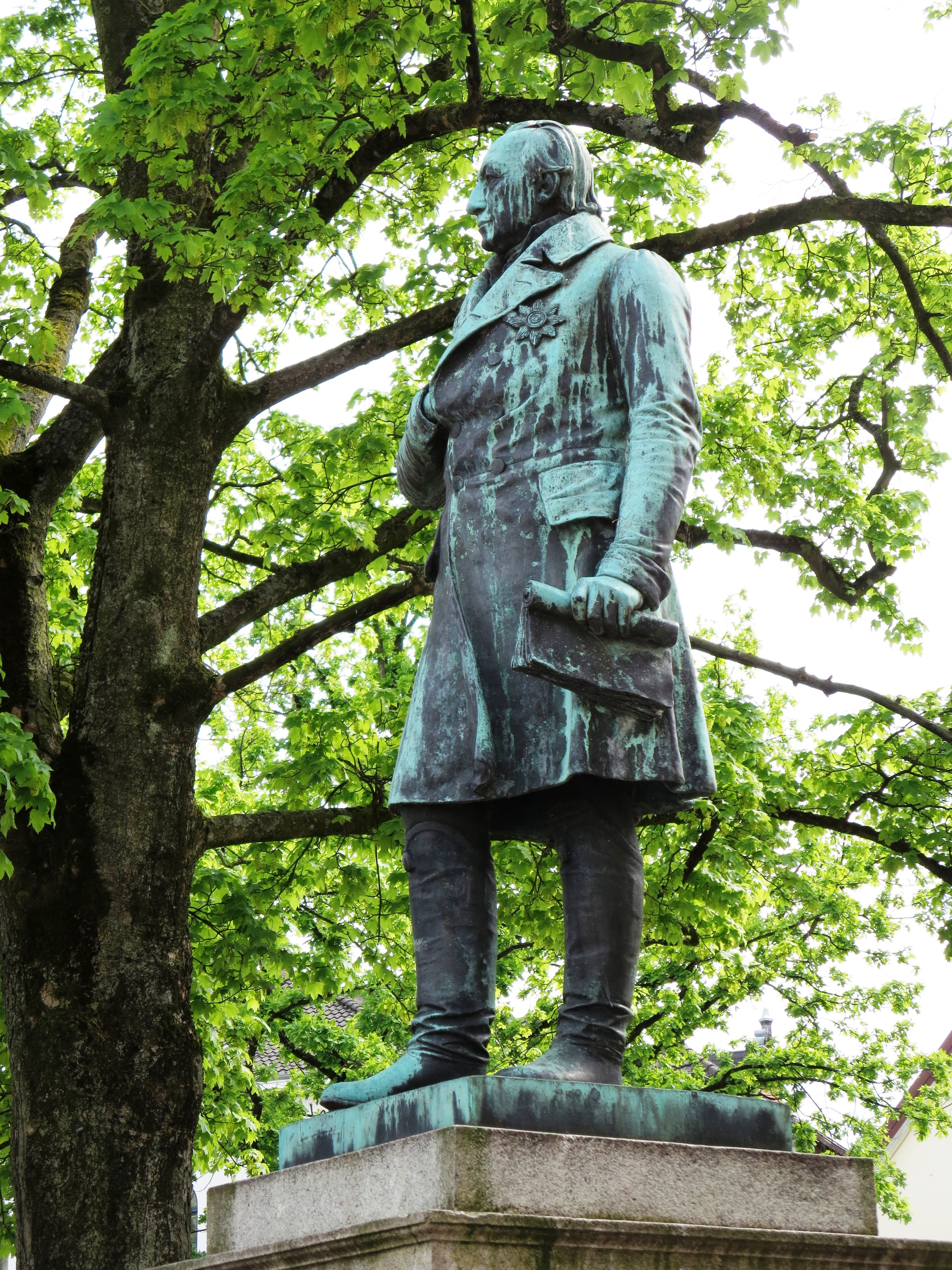
Peter-Friedrich-Ludwig-Denkmal von Karl Gundelach auf dem Schlossplatz in Oldenburg (1893).

Peter Friedrich Ludwig von Oldenburg (* 17. Januar 1755 in Riesenburg (Westpreußen); † 21. Mai 1829 in Wiesbaden) war von 1785 bis 1823 Regent des Hochstifts Lübeck (ab 1803 Fürstentum Lübeck) und des Herzogtums Oldenburg, ab 1815 auch des Fürstentums Birkenfeld. Ab 1823 regierte er in eigenem Namen als Großherzog von Oldenburg.

## Leben und Wirken

### Ausbildung und frühe Jahre
Peter Friedrich Ludwig war der jüngste Sohn von Georg Ludwig von Schleswig-Holstein-Gottorf (1719–1763) und Sophie Charlotte von Schleswig-Holstein-Sonderburg-Beck (1722–1763). Sein Vater war preußischer Kavalleriegeneral unter Friedrich II.; 1762 wurde er vom russischen Kaiser Peter III. zum russischen Generalfeldmarschall in St. Petersburg ernannt. Aus der ersten Ehe seiner Mutter mit dem preußischen Oberst Alexander Emil zu Dohna-Wartenburg-Schlodien stammten zwei Halbgeschwister Peters, Sophie Charlotte verh. von Solms-Hohensolms-Lich (1725–1803) und Friedrich Alexander zu Dohna-Schlobitten (1741–1825). 
Peter erlebte zusammen mit seinem älteren Bruder Wilhelm August (1753–1774) den Staatsstreich seiner Cousine Katharina II. gegen ihren Ehemann Peter III. in St. Petersburg mit, in dessen Zusammenhang auch sein Vater verhaftet und dessen Residenz geplündert wurde. Sein Vater wurde danach rehabilitiert und russischer Statthalter des Herzogtums Holstein-Gottorf in Kiel, starb aber kurz nach dem Tod seiner Frau 1763 in Hamburg.
Die beiden Vollwaisen Wilhelm August und Peter wurden zunächst von ihrem Onkel, dem Herzog und Fürstbischof Friedrich August von Holstein-Gottorf, in Eutin aufgenommen. Katharina II. übernahm die Vormundschaft der beiden Prinzen und veranlasste deren Erziehung und Ausbildung in Bern (1765–1769) und Bologna (1769–1773); ihr erziehender Gouverneur war der baltische Gutsherr und Kunstsammler Carl Friedrich von Staal, der für die Anstellung der Hauslehrer an beiden Orten verantwortlich war. In Bern erhielten die Prinzen eine solide Ausbildung. Zunächst lernten sie Lesen, Schreiben und Rechnen, was bis dahin versäumt worden war, dazu Latein, Russisch und Französisch sowie Reiten, Tanzen und Fechten. Über von Staal lernten die Prinzen den von den Idealen der Aufklärung geprägten Mediziner, Dichter und Staatsdenker Albrecht von Haller kennen, der einen großen Einfluss auf die spätere Entwicklung der jungen Brüder ausübte. In Bologna erhielten sie höfischen Schliff und wurden in Kunst und Literatur eingeführt. Gerade der Aufenthalt im Bologna des damaligen Kirchenstaats, dem Gegensatz zum soliden Bern, lehrte die Prinzen, die Folgen von Korruption und ausschweifender Lebensführung zu erkennen und zu vermeiden.
Als der Sohn von Katharina II., Großfürst Paul, Ende 1772 volljährig wurde und danach heiratete, konnte ihm seine Mutter die russische Thronfolgerschaft nicht mehr vorenthalten, die Aufgabe der beiden gottorpischen Prinzen als „dynastische Reserve“ war nicht mehr erforderlich und die Prinzen wurden nach St. Petersburg zurückgerufen. Die Voraussetzung für eine Laufbahn in der russischen Staatsverwaltung war ein Volontariat in den russischen Streitkräften. Der ältere August wählte die Marine, Peter nahm am russisch-osmanischen Krieg im heutigen Rumänien und Bulgarien teil. Als August in der Marine tödlich verunglückte, reiste Peter, der sich im Feldzug militärisch bewährt hatte, zurück nach St. Petersburg. Der russische Hof mit seinen Intrigen stieß ihn ab, er entschied sich stattdessen erst einmal für einen zweijährigen Aufenthalt in London, wohin ihn sein früherer Erzieher von Staal begleitete. Dort machte er sich vor allem mit dem britischen Staatssystem und seiner Wirtschaft vertraut.
Inzwischen war 1773 der Vertrag von Zarskoje Selo geschlossen worden, der Friedrich August von Holstein-Gottorf im Gegenzug für seinen Verzicht auf seine Ansprüche auf das Gottorfer Herzogtum die Grafschaften Oldenburg und Delmenhorst zusprach, die 1774 zum Herzogtum Oldenburg vereint wurden. Wenig später kamen bei Erbprinz Wilhelm (1754–1823) Schizophrenie und religiöse Wahnvorstellungen zum Ausbruch, weshalb auch sein bereits geschlossener Ehevertrag mit Charlotte von Hessen-Darmstadt (1755–1785) aufgelöst wurde. Die Aussicht auf einen unzuverlässigen und womöglich katholischen Erben des Hochstifts Lübeck veranlasste die Höfe von St. Petersburg und Kopenhagen zu entschlossenen Gegenmaßnahmen: Wilhelm hatte auf die Nachfolge zum Fürstbischof zu verzichten und wurde danach für regierungsunfähig erklärt, Peter wurde ohne jedes eigene Zutun zum Koadjutor von Lübeck gewählt und in einem Gottorper Familienvertrag 1777 als Landesadministrator des Herzogtums Oldenburg zum Erben von Herzog Friedrich August bestimmt.
Im Oktober 1777 wurde Peter von Katharina II. die Heirat mit einer Prinzessin des Hauses Württemberg-Mömpelgard nahegelegt, einer der beiden Schwestern ihrer Schwiegertochter, der Großfürstin Maria Feodorowna (1759–1828), der früheren Sophie Dorothea von Württemberg-Mömpelgard. Peter entschied sich für die ältere Friederike von Württemberg, die damals 13 Jahre alt war. Bis zur Hochzeit musste er jedoch noch drei Jahre bis zu ihrer Konfirmation warten. Diese Zeit nutzte er für eine ausgedehnte Reise durch Frankreich sowie nach Dänemark und Schweden und für den Bau seiner künftigen Residenz in Rastede. Die Hochzeit im Jahr 1781 machte Peter zum Schwager des russischen Thronfolgers, der als Paul I. von Russland von 1796 bis 1801 regierte. Friederike gebar zwei Söhne, Paul Friedrich August von Oldenburg (1783–1853), den späteren Großherzog von Oldenburg, und Peter Friedrich Georg von Oldenburg (1784–1812), der als Generalgouverneur von Estland die Zarenschwester Katharina Pawlowna heiratete. Nach der Geburt eines dritten, totgeborenen Kindes starb Friederike bereits 1785 in Eutin an Brustkrebs, kurz nach dem Regierungsantritt ihres Mannes.

### Als Administrator im Herzogtum Oldenburg
Nach dem Tod des Herzogs Friedrich August von Oldenburg im Juli 1785 trat Peter Friedrich Ludwig dessen Nachfolge als Fürstbischof von Lübeck und als Regierungsadministrator des Herzogtums Oldenburg an. Der bei Entstehung des Herzogtums 1774 eingesetzte Geheime Rat und dirigierende Minister Friedrich Levin von Holmer konnte dank seiner umsichtigen Verwaltungsarbeit dem Regierungsadministrator einen geordneten kleinen Staat übergeben. Die bisherige Residenz des Fürstbischofs verlegte er von Eutin in die Stadt Oldenburg. Er übernahm alle Regierungsgeschäfte, ohne den Herzogstitel zu führen, der weiterhin dem Erbprinzen Friedrich Wilhelm zustand. Erst 1823 nach dessen Tod regierte er in eigenem Namen.
Im November 1785 starb seine Frau im Alter von 20 Jahren in Eutin, drei Wochen nach der Totgeburt ihres dritten Sohnes. Der Herzog ließ sie 1791 von Eutin in ein neugebautes Mausoleum auf dem Gertrudenfriedhof überführen, da die bisherige Fürstengruft wegen des geplanten Umbaus der Lambertikirche nicht mehr genutzt werden sollte. Der Mausoleumsbau ist das erste klassizistische Gebäude Oldenburgs; ihm folgten weitere Bauten im gleichen Stil, die das Gesicht der Stadt bis heute prägen.

### Innenpolitik bis 1803 – die Erziehungsgesetze
1786 wurde unter Peter Friedrich Ludwig die älteste seither existierende Sparkasse der Welt gegründet; die damalige Ersparungs-Casse besteht noch heute als Landessparkasse zu Oldenburg. Zweck der Gründung war die Unterstützung von Witwen und Waisen von Seeleuten und Hollandgängern. Die Gründung der Ersparungs-Casse kann als ein echtes Produkt der Aufklärung verstanden werden, da sie dem einfachen Volk ermöglichte, ihre Einkünfte zu einem günstigen Zinssatz sicher anzulegen, sodass es in Notzeiten nicht den kirchlichen Einrichtungen zur Last fiel.
Am 1. August 1786 setzte Peter außerdem eine staatliche Armenordnung in Kraft. Noch vor seinem Regierungsantritt hatte er begonnen, das bislang von der Kirche getragene Armenwesen zu reformieren und als effizient organisierten und zentral gesteuerten Zweig in die Staatsverwaltung zu integrieren.
Mit einer weiteren Verordnung vom 27. Januar 1789 versuchte Peter Friedrich Ludwig, die bisher sehr schleppend durchgeführte und kostspielige öffentliche Gerichtsbarkeit des Landes zu beschleunigen und für die Parteien transparenter zu machen.
Die genannten Verordnungen und Gesetze des Herzogs, die auch als Erziehungsgesetze bezeichnet wurden, hatten die Disziplinierung und Erziehung des Staatsvolkes von reinen Bittstellern im Armutsfall hin zu einem im Dienste der Ökonomie des Staates tätigen und sich für den Staat verantwortlich fühlenden Volk zum Ziel.
Die Einführung eines für die Justiz bedeutsamen Strafgesetzbuches gelang allerdings erst nach der französischen Besetzung am 10. September 1814, womit die schon einige Zeit bestehende Emanzipation der oldenburgischen Gerichte von ihrem Landesherrn erst dann in einem Codex fixiert wurde.
Im wissenschaftlichen Bereich gelang in Peter Friedrich Ludwigs Regierungszeit der Abschluss der bereits unter Herzog Friedrich August von Georg Christian Oeder begonnenen astronomisch-trigonometrischen Landesvermessung.
1803 erlangte Peter für Oldenburg im Reichsdeputationshauptschluss im Tausch gegen den Elsflether Weserzoll als Entschädigung das Hannoversche Amt Wildeshausen sowie aus fürstbischöflich-münsterischem Besitz die Ämter Vechta und Cloppenburg. Das Bistum Lübeck wurde säkularisiert und in das oldenburgische Erbfürstentum Lübeck umgewandelt.

### Franzosenzeit und Wiener Kongress
Am 12. November 1806 wurde das Herzogtum, das wegen der guten Beziehungen zu Preußen und dem Verwandtschaftsverhältnis Peters zu Russland zunächst nicht zum Rheinbund gehörte, von französischen Truppen besetzt. Varel und Kniphausen, die zu Oldenburg gehörten, wurden dem Königreich Holland zugewiesen, das zu dieser Zeit unter Regentschaft von Louis Bonaparte stand, einem Bruder von Napoleon I. Im Januar 1807 wurden die französischen Truppen kurzfristig aus Oldenburg abgezogen und Peter, der zuvor nach Eutin ausgewichen war, konnte nach Oldenburg zurückkehren. In dem im Juli 1807 geschlossenen Frieden von Tilsit verständigten sich Frankreich und Russland auf die Souveränität Oldenburgs. Peter büßte allerdings die Herrschaft Jever, Varel und kurzzeitig auch die Herrschaft Kniphausen durch einen am 11. November geschlossenen Vertrag von Fontainebleau ein. Im Februar 1808 reiste Peter nach Paris, um sich Napoleon persönlich vorzustellen und schließlich musste er auf dem Erfurter Fürstentag 1808 als letzter deutscher Fürst doch noch dem Rheinbund beitreten. Dennoch wurde Oldenburg durch Beschluss des französischen Senats am 13. Dezember 1810 zusammen mit der gesamten Nordseeküste zwischen Holland und Holstein Teil des französischen Reiches und französisch besetzt (→ Oldenburgische Franzosenzeit). Peter wurde als Ersatz das Fürstentum Erfurt angeboten. Dieses lehnte er jedoch ab und ging am 27. Februar 1811 mit seiner Familie ins russische Exil.
Während seines Exils trieb Peter zur Verstärkung der Alliierten Truppen im Kampf gegen Napoleon die Aufstellung der Russisch-Deutschen Legion voran, war damit aber nur wenig erfolgreich, da die Truppen nur im geringen Maße zum Einsatz gelangten.
Nach dem Sturz Napoleons 1813 kehrte Peter am 27. November des Jahres zurück und übernahm die Regierung in Oldenburg. Er schaffte die französischen Reformen mit Ausnahme der stärkeren Kontrolle der Behörden ab und richtete neben dem Kabinett eine Regierung für das Großherzogtum ein. Außerdem führte er die Allgemeine Wehrpflicht ein, indem er die von Erbprinz Paul Friedrich August ausgearbeitete Wehrverfassung umsetzte. Er stellte das Oldenburgische Infanterie-Regiment auf, das allerdings zum Feldzug von 1814 in Frankreich zu spät kam. Oldenburg war damit der einzige deutsche Staat, der an dem Feldzug nicht teilnahm. Auf dem Wiener Kongress 1815, an dem Peter nicht persönlich teilnahm, gewann Oldenburg das zuvor preußische Fürstentum Birkenfeld (an der Nahe), jedoch nicht wie erhofft Ostfriesland und das Emsland, die von Preußen an das Königreich Hannover gingen. Den Titel Großherzog, den Peter stattdessen erhielt, trug er nie, erst sein Sohn Paul Friedrich August nannte sich ab 1829 Großherzog. 1818 überließ ihm Zar Alexander I. die Herrschaft Jever einschließlich der Herrlichkeit Kniphausen. Auf den Weserzoll musste Oldenburg allerdings ab 1820 endgültig verzichten. Unter Peters Regierung trat Oldenburg 1821 formell der Schlussakte des Wiener Kongresses bei.

### Späte Regierungsphase und Tod
Während der späten Regierung Peters wurde das Großherzogtum von mehreren schweren Sturmfluten, deren Schäden Peter zum Teil aus eignen Mitteln zügig beheben ließ, sowie von einer wirtschaftlichen Depression als Folge der napoleonischen Kriege, heimgesucht. Weiterhin erlitt er auch persönlich eine Reihe von Schicksalsschlägen durch den Tod einiger enger Familienmitglieder, wie etwa seiner wiederverheirateten Schwiegertochter Katharina Pawlowna 1819. Nach dem Tod seines Vetters Peter Friedrich Wilhelm am 2. Juli 1823 konnte Peter die Regierung des Herzogtums schließlich im eigenen Namen fortführen. Peter starb am 21. Mai 1829 in Wiesbaden an einem Schlaganfall. Nach Vorbild Friedrichs des Großen wurde er am 10. Juli vor Sonnenaufgang in einer schlichten Zeremonie in dem von ihm für seine Frau erbauten Herzoglichen Mausoleum auf dem Gertrudenfriedhof beigesetzt. Peter war damit der erste Oldenburgische Monarch seit Graf Anton Günther, der in Oldenburg beerdigt wurde.

### Bedeutende Leistungen
In die Regierungszeit Peter Friedrich Ludwigs fiel die Einrichtung des ersten Landesrabbinates für das Herzogtum Oldenburg mit der Ernennung von Nathan Marcus Adler zum Landesrabbiner 1828. Außerdem trieb der Herzog die Reform des Lotsenwesens an der Weser voran sowie Verbesserungen der Infrastruktur und des Bildungswesens: Das Oldenburger Lehrerseminar, aus einem 1792 von Peter initiiertem Landschulfonds gegründet, wurde der Vorläufer der späteren Pädagogischen Hochschule und aus der von ihm gestifteten Öffentlichen Herzoglichen Bibliothek, die durch den Ankauf der umfangreichen wissenschaftlichen und belletristischen Bibliothek des hannoverischen Hofrats Georg Friedrich Brandes 1792 ihren Grundstock erhielt, entwickelte sich die heutige Landesbibliothek Oldenburg. Auch die Anlage des heute noch stark frequentierten Schlossgartens ist Peter Friedrich Ludwig zu verdanken. Von seinem langjährigen Hofmaler Johann Heinrich Wilhelm Tischbein erwarb er mehrere Gemälde, von denen etliche im Oldenburger Schloss ausgestellt sind. Zur Finanzierung eines Krankenhausneubaus gründete der Herzog 1826 einen Fonds, aber erst nach seinem Tod konnte mit diesen Mitteln und weiteren Zuschüssen das Peter Friedrich Ludwigs Hospital 1841 fertiggestellt werden.

## Nachkommen
Aus der Ehe mit Friederike von Württemberg (* 27. Juli 1765; † 24. November 1785) gingen zwei Söhne hervor:
- August (1783–1853), Großherzog
- Georg (1784–1812)